# Basse danse

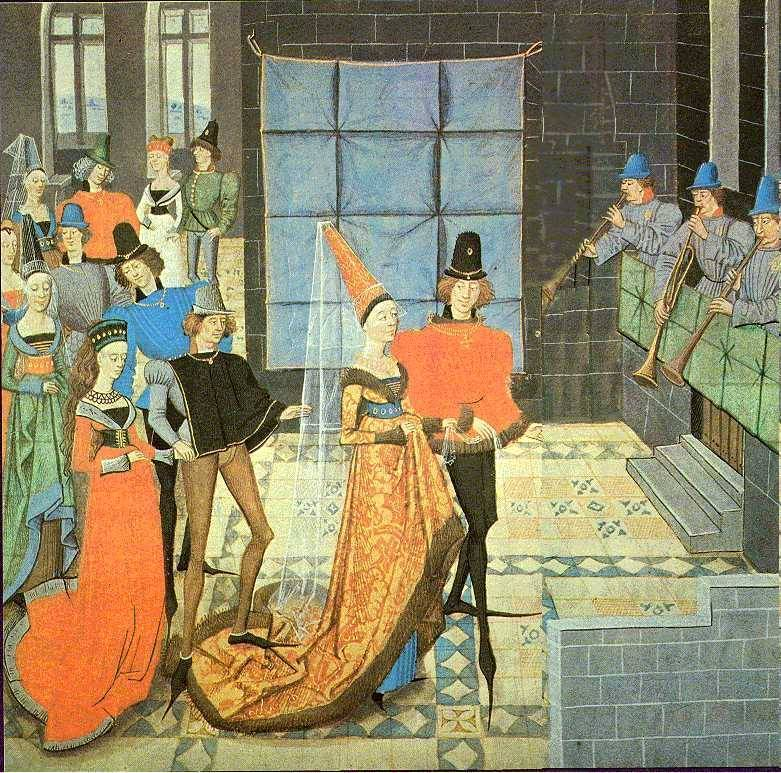
Basse danse

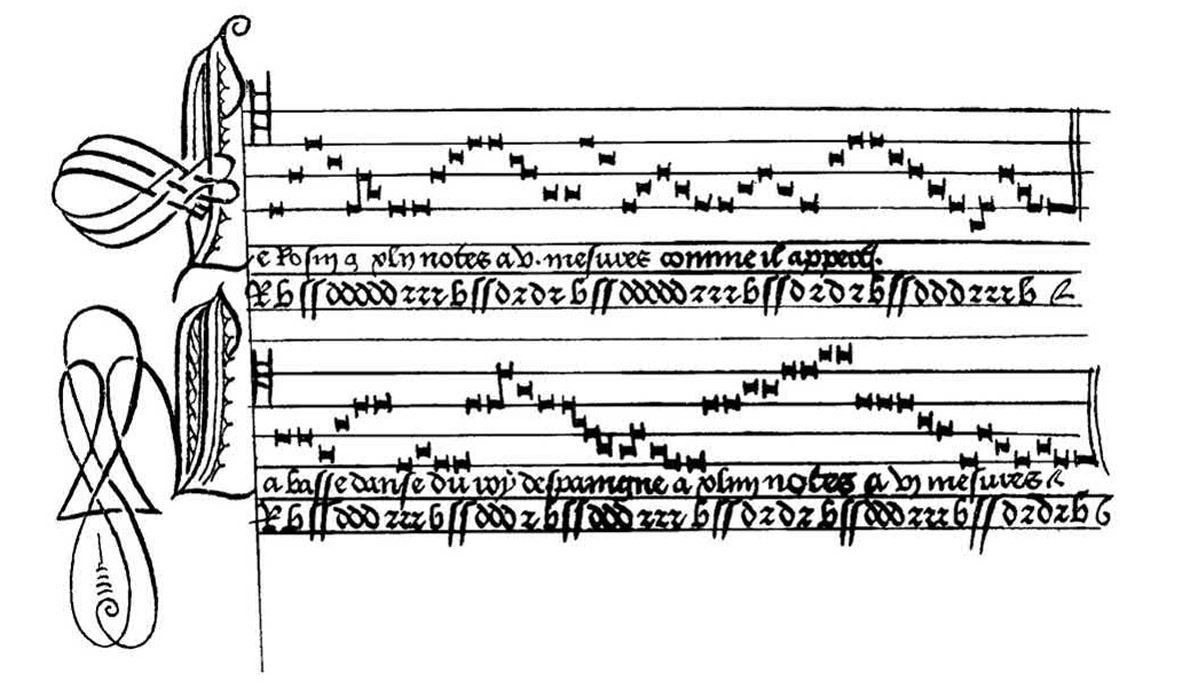
Notation einer Basse danse: Die notierten, langen Notenwerte sind die musikalische Basis des Tanzes. Darüber wird bei der Aufführung je nach Können musikalisch virtuos improvisiert. In der untersten Textzeile stehen die Kürzel der auszuführenden Tanzschritte (Simple, Double u. a.)

Die Basse danse oder Basse dance (französisch; „niedriger Tanz, tiefer Tanz“, auch bassedanse, Plural Basses danses; italienisch Bassa (danza) oder bassadanza, Plural bassedanze) ist ein langsamer, majestätischer Schreittanz im geraden Takt, der im 15. und 16. Jahrhundert an den europäischen Fürstenhöfen verbreitet war. Die Bezeichnung bas („niedrig“, im Gegensatz zum haute danse) bezieht sich auf das völlige Fehlen von Hüpfen und Springen.
Im 15. und 16. Jahrhundert war die Basse danse eine eigene Tanzgattung mit festgelegten Schritten und Figuren. Daneben wurde der Ausdruck aber auch in einem allgemeineren Sinn für alle langsamen, höfischen Tänze gebraucht, wie die Pavane und die spätere Sarabande. Diese Tänze wurden in der Regel mit einem schnelleren haute danse als Nachtanz kombiniert. Die Basse danse im engeren Sinne bildet mit dem schnelleren Tourdion ein Paar, wie die Pavane mit der Galliarde oder die Allemande mit der Courante, oder ist der erste von drei Teilen (Basse danse, Retour oder Recoupe und Tordion oder Tourdion).
Der älteste Beleg für den Ausdruck Basse danse stammt aus einem okzitanischen Gedicht von Raimon de Cornet aus der Zeit um 1320. Beschreibungen der Tanzform Basse danse sind überliefert von Domenico da Piacenza (1455), Guglielmo Ebreo und Antonio Cornazzano. Komponierte Beispiele finden sich in den Noten-Drucken von Pierre Attaingnant (1529, 1530, 1547–1557) und Tielman Susato (1551) sowie in der Orchésographie (Tanz-Anweisungen) von Thoinot Arbeau (1588).
Die von Pierre Attaingnant (Paris 1529 und 1530) publizierte Basse danse „La brosse“ ist die wohl älteste mehrstimmige Suite bzw. Orchestersuite.